# Исламский Каир
Исламский Каир (араб. قاهرة المعز‎) — исторический квартал в центре Каира, столицы Египта, средневековая цитадель. Объект всемирного наследия ЮНЕСКО.

## История
Исламский Каир, также известный как «Средневековый Каир» или «Каир Фатимидов», был основан в 969 году как дворцовый комплекс для халифов Фатимидов, в то время как реальная экономическая и административная столица была в соседнем Фустате. Фустат был построен арабским полководцем Амир ибн аль-Ас после завоевания Египта в 641 году и стал новой столицей, сюда был перенесен административный центр, который ранее находился в Александрии. Несмотря на то, что арабы восхищались величием и богатством Александрии, они решили основать новую столицу на восточном берегу Нила.
Аль-Аскар был расположен в том же месте, где теперь Старый Каир, был столицей Египта с 750 по 868 год. Ахмад ибн Тулун создал Аль-Катаи как новую столицу Египта, она оставалась столицей до 905 года, когда после захвата Египта войсками Аббасидов в январе 905 года аль-Катаи был разрушен, а Фустат второй раз стал столицей. В 969 году войском Фатимидов под командованием Джаухара ас-Сакали был окончательно завоеван Египет, в том же году по приказу аль-Муизза неподалеку от Фустата началось строительство города аль-Кахира (Каир), ставшего новой столицей халифата. Город строился для увеселений, торжеств и празднеств, для которых были запроектированы обширные площади и ипподром. В центре Каира выросли два роскошных дворца — Восточный и Западный. К югу от Восточного дворца была построена величественная мечеть аль-Азхар. Для строительства новой столицы Джаухару ас-Сакали потребовалось четыре года. В 973 году халиф ал-Муизз покинул старую столицу халифата Махдию и торжественно вступил в новую столицу, ознаменовав начало самого блестящего периода в истории Фатимидского халифата. Фустат был разрушен в 1169 года, когда его сожгли по приказу халифского визиря во избежание захвата христианскими армиями Амори Иерусалимского, после этого административная столица Египта окончательно переехала в Каир, где она осталась до сих пор.
В 1250 году солдаты-рабы или мамлюки захватили власть в Египте и правили из столицы в Каире до 1517 года, когда они были разбиты турками и Каир был взят турецким султаном Селимом I. К XVI веку в Каире уже было много кварталов с многоэтажными домами, где два нижних этажа были для коммерческих целей и хранения утвари, а несколько этажей над ними были сданы в аренду арендаторам.
В 1798 году город был захвачен Французской армией Наполеона, 21 октября 1798 года против французов в Каире вспыхнуло восстание, в 1801 году французы покинули Египет. В 1831 году турецкий офицер Мухаммед Али-паша восстал против султана Махмуда II, Египет стал независимым, а Каир стал его столицей. В 1882 году Египет был оккупирован Великобританией, Каир попал под британский контроль до тех пор, когда Египту была предоставлена независимость в 1922 году.

## Угрозы
Сейчас Исламский Каир включает в себя мечеть Ибн Тулун (старейшая и крупнейшая в Каире), мечеть Аль-Хаким, Аль-Азхар, самый старый университет в мире, и многие другие старинные мечети и здания. Большая часть этого исторического квартала страдает от плохого присмотра властей и мародерства. Кроме того, как сообщается в еженедельнике «Аль-Ахрам Викли», кражи артефактов угрожают их дальнейшему существованию.